# 필리핀벌거숭이등과일박쥐
필리핀벌거숭이등과일박쥐(Dobsonia chapmani)는 큰박쥐과에 속하는 박쥐의 일종이다. 거의 대부분 네그로스섬에서 서식한다. 필리핀의 세부주에서도 두 곳에서 작은 개체군이 발견된다. 다른 벌거숭이등과일박쥐류처럼, 몸 중심선을 따라 만나는 날개를 갖고 있어서 아주 빨리 비행을 한다.